# Sacrario Militare di Redipuglia

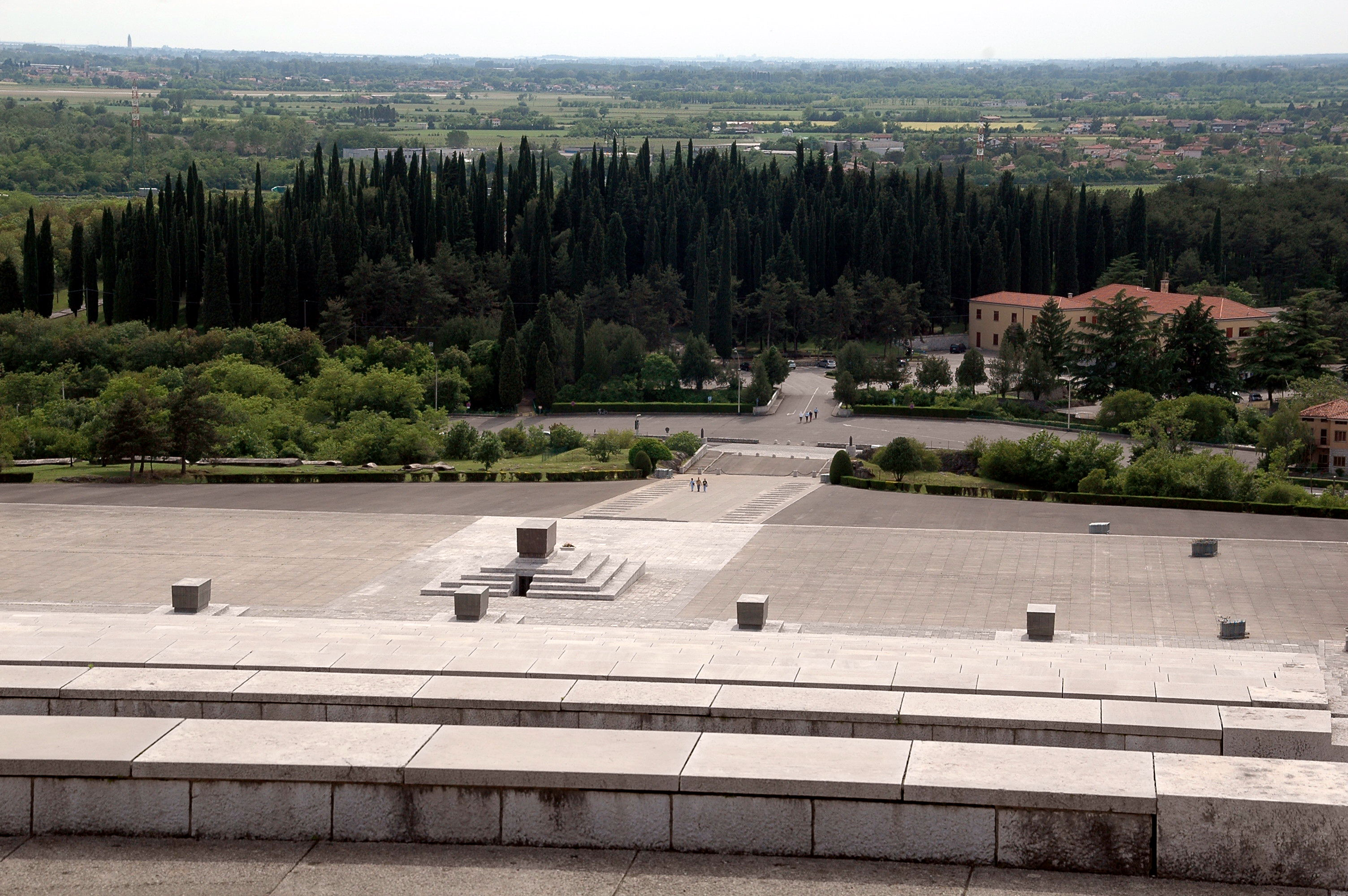
Die Gedenkstätte von oben gesehen, im Hintergrund der mit Zypressen bewachsene Hügel „Colle Sant’Elia“

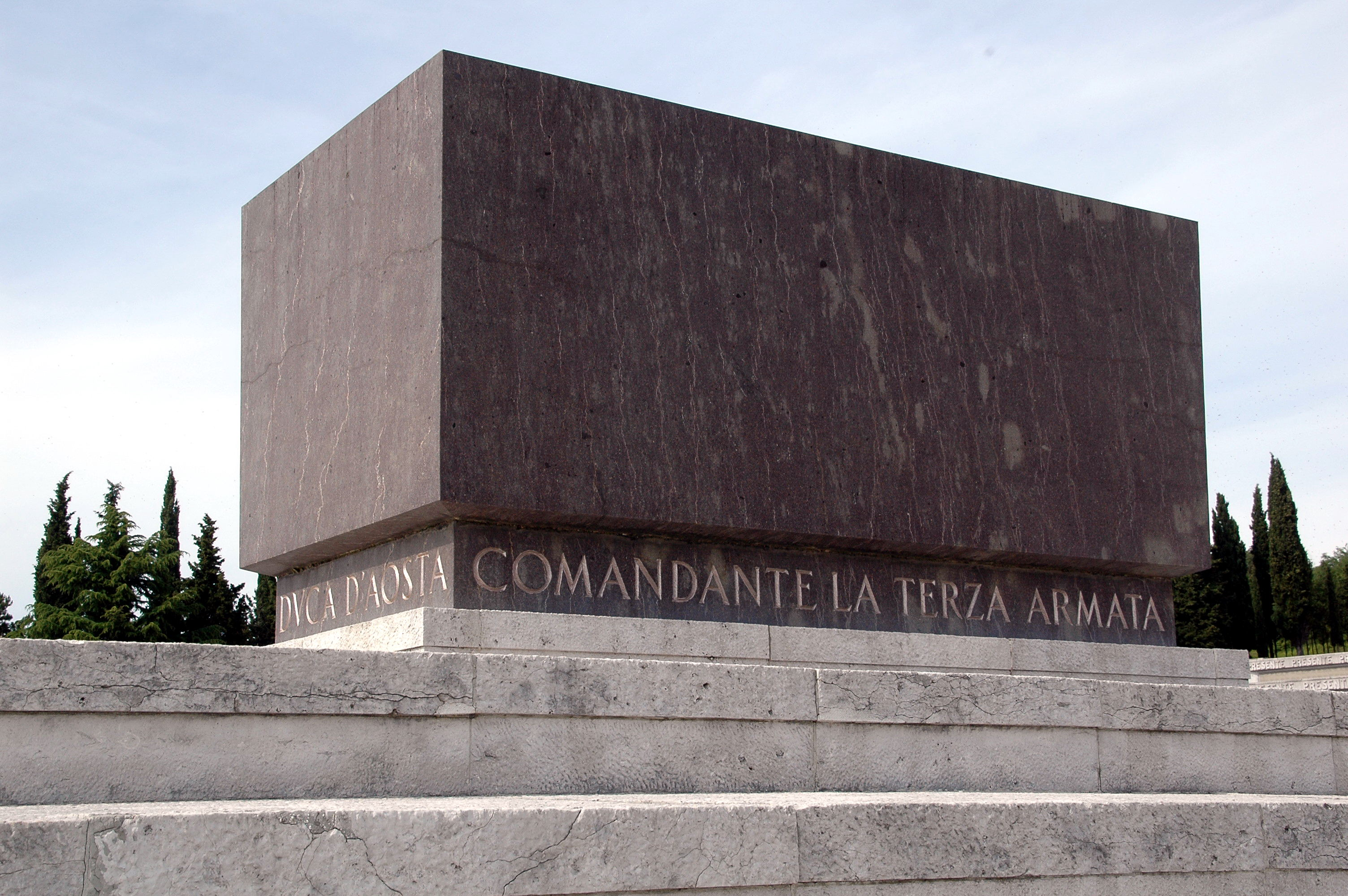
Grabmal des Herzogs von Aosta, „Commandante La Terza Armata“

Die militärische Gedenkstätte Sacrario Militare di Redipuglia liegt in Redipuglia, einer Fraktion der italienischen Gemeinde Fogliano Redipuglia in Friaul-Julisch Venetien. Sie ist das größte Kriegerehrenmal Italiens und wurde nach den Plänen des Architekten Giovanni Greppi und des Bildhauers Giannino Castiglioni erbaut und im Jahre 1938 eingeweiht. Der vom faschistischen Regime vorangetriebene Monumentalbau birgt die Gebeine von über 100.000 Gefallenen des Ersten Weltkrieges und sollte ihr „Opfer“ verherrlichen.

## Lage und geschichtlicher Hintergrund

Italienische Geländegewinne 1.–5. Isonzoschlacht 1915/16: unten der Raum Mt. Sei Busi

Die Gedenkstätte liegt zwischen Monfalcone und Gradisca, etwa 5 Kilometer westlich der slowenischen Grenze. Sie wurde an den westlichen Abhängen des Monte Sei Busi errichtet, der in der ersten Phase des Krieges hart umkämpft war. Diese unscheinbare Anhöhe bildete eine strategisch wichtige Stellung am unteren Isonzo und den Zugang zu den Hochebenen des westlichen Karst und damit den Südflügel der italienisch-österreichischen Front. Die Italiener rangen hier darum, den wichtigen Zugang zur österreichischen Stadt Triest unter Kontrolle zu bekommen. In elf von zwölf zwischen 1915 und 1917 ausgetragenen Isonzoschlachten fanden hier heftigste Kämpfe statt, und die Italiener konnten die Frontlinie in erbittertem Stellungskrieg in einem Jahr nur etwa 1½ Kilometer an den Monte San Michele vorverschieben.
Unweit des Mausoleums liegen der Parco Tematico della Grande Guerra di Monfalcone und das Museo all’aperto del Monte San Michele.

## Beschreibung des Mausoleums

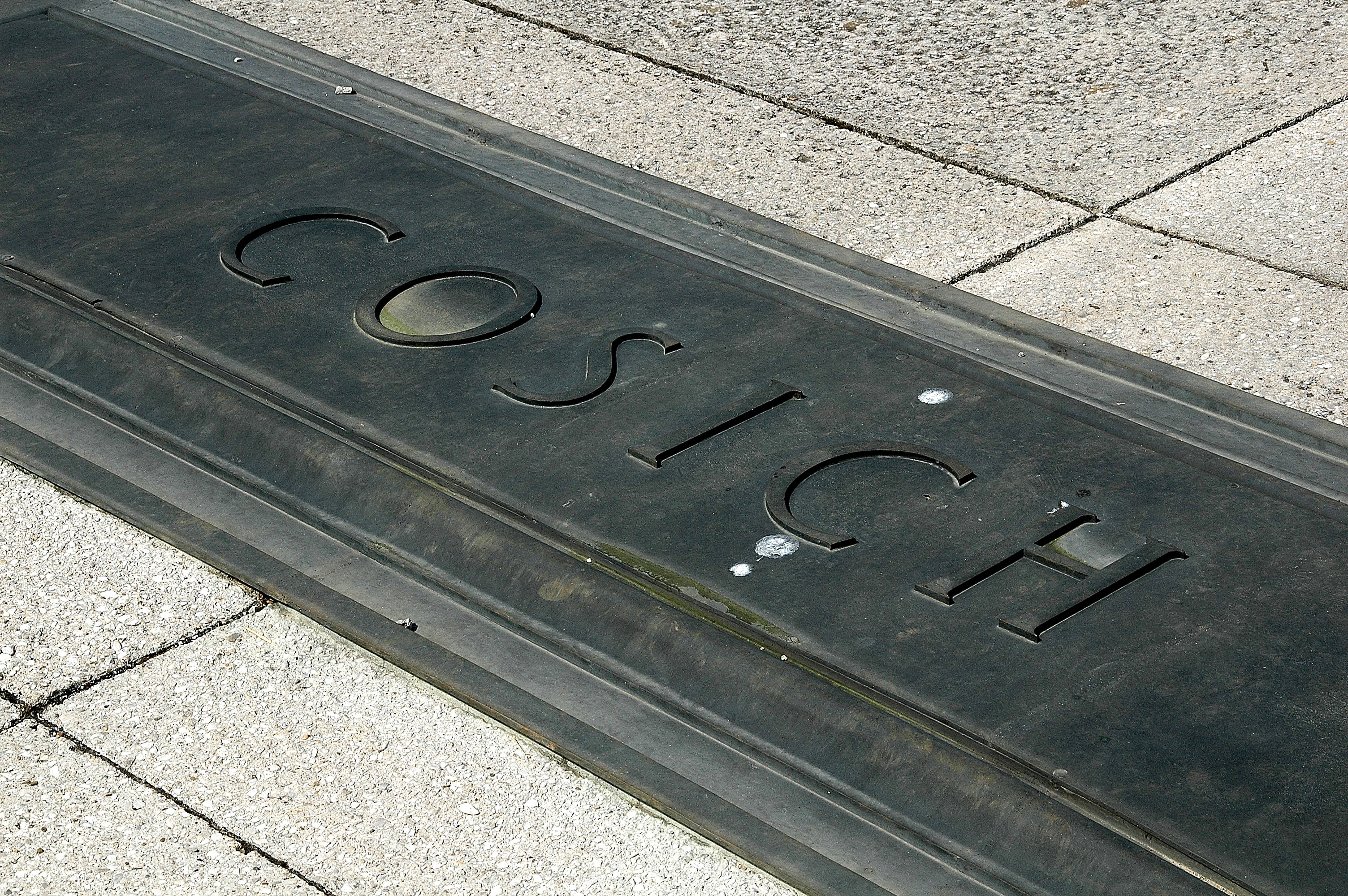
Monte Cosich, eine von 38 Bronzetafeln mit den Kriegsschauplätzen auf der Karst-Hochfläche

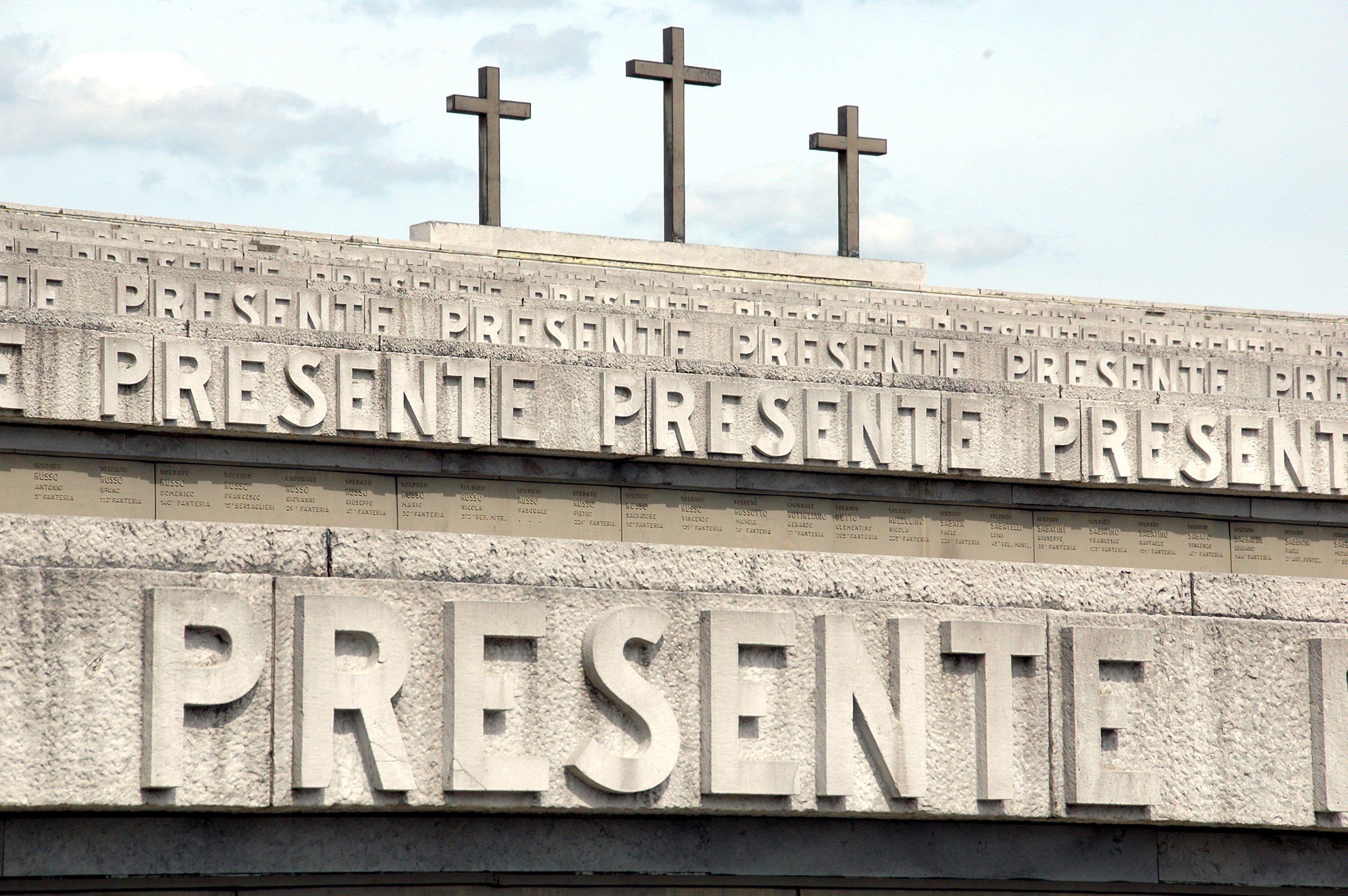
„PRESENTE“ = „anwesend“

Der Eingang des Mausoleums wird von einer großen Ankerkette symbolisch eingegrenzt, die vom Torpedoboot Grado stammt. Gleich dahinter erstreckt sich leicht ansteigend ein großzügiger Platz, der mit Platten aus Karstgestein gepflastert ist. Die Mittellinie bildet die Via Eroica (‚Heldenstraße‘). Sie verläuft zwischen zwei Reihen von Bronzetafeln (19 Tafeln auf jeder Seite), welche die Namen jener Orte tragen, wo die härtesten und blutigsten Kämpfe stattfanden. Am Ende der „Heldenstraße“ steht das Grabmal des Herzogs von Aosta, des Oberbefehlshabers der 3. Armee. Der Herzog starb 1931 und wurde auf Grund seines letzten Willens als ehemaliger Kommandant der 3. Armee hier beerdigt. Das Grabmal wurde aus einem 75 Tonnen schweren Porphyr-Monolithen herausgeschlagen. Es wird flankiert von den Grabmälern von fünf Generälen der 3. Armee: Antonio Edoardo Chinotto, Tommaso Monti, Giuseppe Paolini, Giovanni Prelli und Fulvio Riccieri.
Dahinter erhebt sich eine Riesentreppe mit 22 Stufen, mit in die Stufen integrierten Gräbern der 39.857 namentlich bekannten italienischen Gefallenen.
Diese Anordnung soll einen großen Appellplatz andeuten, auf dem die Gefallenen symbolisch angetreten sind, aufgerufen werden und „Hier!“ rufen, was durch den Schriftzug Presente zum Ausdruck kommen soll, der über jeder Grabstelle an der Oberkante der jeweiligen Stufe angebracht ist. Ein expliziter Bezug auf den im Faschismus gebräuchlichen Appellritus.
Die Grabstätten sind in alphabetischer Reihenfolge von unten nach oben angeordnet. Jede Grabstelle ist durch eine Bronzetafel mit Name und Dienstgrad gekennzeichnet. Auf der letzten Stufe stehen drei Kreuze. Unter ihnen befindet sich eine Gedächtniskapelle. In den Nebenräumen sind Ausrüstungsgegenstände der Gefallenen ausgestellt, die sowohl italienischer wie österreichisch-ungarischer Herkunft sind. Rechts und links dieser Räume befindet sich in dieser letzten Stufe das Gemeinschaftsgrab der ca. 60.330 unbekannten Gefallenen. Gegenüber dem Eingang der Gedächtniskapelle ist ein Gedenkstein zur Einweihung der Gedenkstätte am 13. September 1938 angebracht, der neben König Viktor Emanuel III. auch auf den bei der Einweihung präsenten Mussolini, dem „italienischen Duce und Gründer des Imperiums“, Bezug nimmt.
In Redipuglia sind 32 mit der Tapferkeitsmedaille in Gold ausgezeichnete Soldaten bestattet. Unter den Bestatteten befinden sich auch 22 Brüderpaare. Als einzige Frau ist in der Gedenkstätte die italienische Rotkreuzschwester Margherita Kaiser Parodi bestattet. Ihr Grab befindet sich in der ersten Reihe und hebt sich von den anderen Gräbern durch ein großes Kreuz auf der Grabplatte ab.

## Cimitero degli Invitti am Colle Sant’Elia
Das große Mausoleum wurde dem ersten Soldatenfriedhof der 3. Armee, dem Cimitero degli Invitti auf dem Colle Sant’Elia vorgelagert, der nach der Umbettung der Toten eingeebnet wurde und heute als eine Art Freilichtmuseum bzw. als „Park der Erinnerung“ dient. Längs der Allee, die von hohen Zypressen gebildet wird, findet man Grabsteine und Inschriften des aufgelassenen Friedhofes.
Auf dem höchsten Punkt des Hügels steht der Teil einer römischen Säule, die von den Ausgrabungen in Aquileia stammt. Diese Säule ist dem Gedenken an die Gefallenen sämtlicher Kriege „ohne Unterscheidung von Zeiten und Herkunft“ gewidmet.
Der Hügel wurde zwei Wochen nach dem italienischen Kriegseintritt vom 17. Infanterie-Regiment der Infanterie-Brigade „Acqui“ am 9. Juni 1915 nach schweren Kämpfen erobert. Das Regiment hatte bei den Kämpfen um den Colle Elia, der im Abwehrfeuer der österreichisch-ungarischen Artillerie bei Sagrado und am Monte Cosich lag, über 400 Ausfälle an Toten und Verwundeten zu verzeichnen.

## Museo all'aperto della Dolina del XV Bersaglieri
2000 wurde am Areal das Freilichtmuseum Dolina del XV Bersaglieri (‚Doline der 15. Bersaglieri‘) eingerichtet. Es liegt direkt am Monte Sei Busi, unweit des Sacrario und des Colle Sant'Elia, und zeigt Reste eines Abschnitts der Stellungen.

## Österreichisch-ungarischer Soldatenfriedhof
Der Cimitero Militare Austro-Ungarico liegt im Ortsteil Fogliano an der Via III Armata.
Entstanden ist der Friedhof durch Zusammenlegung von Friedhöfen aus den umliegenden Ortschaften. Im Jahr 1974 wurde er von der steirischen Feuerwehrjugend überarbeitet und im Jahr 1989 vom österreichischen Schwarzen Kreuz in Zusammenarbeit mit dem Commissariato generale onoranze caduti in guerra und der Gemeinde Fogliano di Redipuglia neu gestaltet.
Über dem Eingang zum Friedhof steht: „Im Leben und im Tode vereint“. 14.550 Gefallene sind in 2550 Einzelgräbern und in drei Massengräbern bestattet, zwei davon rechts und links des Eingangs mit je 2500 Gefallenen und eines am Ende des von Zypressen gesäumten Mittelweges mit 7000 Gefallenen. Ihre Heimat war in  141 Städten bzw. Regionen Mitteleuropas, von Böhmen bis Triest und Gottschee, von Vorarlberg bis Krakau.
Am Ende des Mittelweges, den Friedhof nach dem größten Massengrab abschließend, erhebt sich ein hoher einigender Bogen über einer Tafel mit der nach Versöhnung rufenden Inschrift:
„Hier versammelte das brüderliche Mitleid Italiens im Licht des Unbekannten 7000 aus Vaterlandsliebe gefallene Helden des österreichisch-ungarischen Heeres.“
In den Jahren 2004 bis 2007 hat der Verein Die Leobener Blaumützen – Freunde der Friedenswege im Rahmen eines internationalen Jugend- und Friedensprojektes die 2250 verwitterten Namenstafeln auf den Einzelgräbern neu beschriftet. Am 7. Juli 2007 wurde der Friedhof unter Teilnahme von Militärdelegationen aus Italien, Österreich und Ungarn und zahlreichen Ehrengästen neu eingesegnet.
Im Anschluss an die Restaurierung der Namenstafeln wurde ein Suchprogramm erarbeitet, das die Auffindung von Gräbern mit Hilfe des Internets ermöglicht.